# Gutbrod

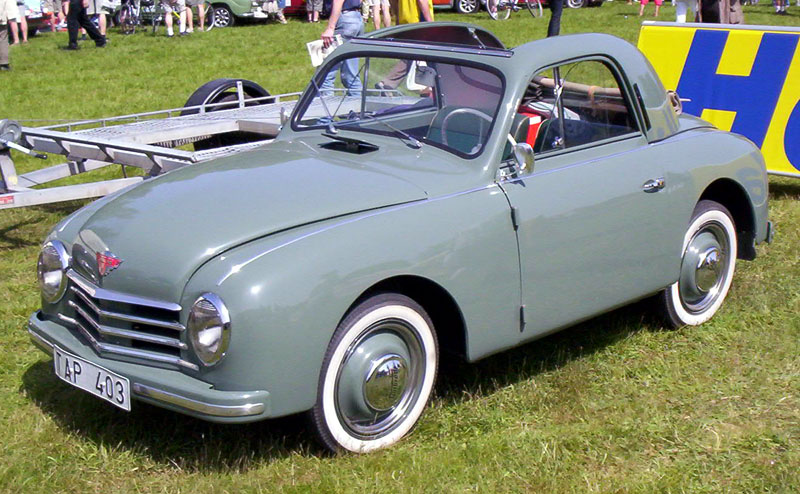
Gutbrod Superior 1951

Gutbrod fue una empresa alemana fabricante de automóviles, motocicletas y pequeña maquinaria agrícola, operativa entre 1926 y 1996. Uno de sus vehículos, el Gutbrod Superior, se convirtió en 1953 en el primer coche de serie del mundo en utilizar un motor con inyección de combustible. 

## Historia
La empresa fue fundada en Luisburgo, Alemania por Wilhelm Gutbrod en 1926. Originalmente construyó motocicletas con la marca "Standar". En 1933, se trasladó a la cercana localidad de Stuttgart-Feuerbach, y de 1933 a 1935 se fabricaron los coches Standard Superior con motor trasero.
Una versión actualizada del Gutbrod Superior introducida en 1953 se benefició de los desarrollos hacia la inyección de combustible realizados por Mercedes-Benz, que databan inicialmente de 1935; este Gutbrod fue el primer automóvil de serie del mundo que se ofreció con inyección de combustible, unos tres años antes de que apareciera la inyección de combustible en un motor ofrecido por la propia Mercedes.
El pequeño modelo Gutbrod Superior se produjo entre 1950 y 1954 utilizando los motores delanteros de dos cilindros y dos tiempos de la empresa, inicialmente de 593 cc. En abril de 1953, el tamaño del motor se aumentó a 663 cc para las versiones más caras del automóvil (el 'Luxus 700'), mientras que el modelo estándar se siguió ofreciendo con el motor original más pequeño. La potencia declarada era de 20 HP (20,3 CV) para la versión básica, mientras que para el motor más grande, se anunciaban 26 HP (26,4 CV) o 30 HP (30,4 CV) según si la alimentación de combustible se realizaba mediante un carburador o usando inyección de combustible. Los informes de prensa elogiaron la velocidad y la conducción segura de los coches, pero indicaron que las prestaciones más deportivas significaron sacrificar algo de comodidad. También se observó que mantener una conversación normal dentro del vehículo era algo imposible a velocidades superiores a 80 km/h (50 mph) debido al ruido.
Se produjeron 7726 unidades antes de que la fábrica se viera obligada a cerrar. El coche fue desarrollado en la pequeña fábrica de la empresa en Plochingen am Neckar por el director técnico Hans Scherenberg durante la época de Walter Gutbrod, quien se había hecho cargo de la empresa en 1948 tras la muerte de su padre, Wilhelm Gutbrod (26 de febrero de 1890 - 9 de agosto de 1948). Scherenberg llegó a Gutbrod procedente de Mercedes donde, tras la derrota de Alemania en la Segunda Guerra Mundial, los aliados había impuesto una pausa en el desarrollo del motor de inyección de combustible, y en 1952 volvería a esa firma.
Un motor de inyección Gutbrod todavía se puede ver en el Deutsches Museum en Múnich.
Era un automóvil pequeño de dos plazas, con una longitud total de 3,5 m (11,5 pies), un ancho de 1,4 m (4,6 pies) y un peso total de 650 kg (1433 lb). Alcanzaba una velocidad máxima de 90 km/h (56 mph). El coche se ofreció como versión estándar por un precio de 3990 marcos, y como Superior Luxus por 4380. Recientemente, se vendió un proyecto de restauración de un modelo de inyección en Ginebra por 3000 francos suizos.
En 1956, el automóvil noruego Troll se construyó sobre un chasis Gutbrod, siendo pioneros en el uso de plástico reforzado con vidrio en carrocerías de automóviles junto con el Chevrolet Corvette, así como con algunos otros fabricantes de automóviles a pequeña escala.

## Vehículos
De tres ruedas
- Progress 200
- Standard Hermes
- Standard P203 y P503
- Standard E1

Furgonetas y camionetas
- Standard Merkur
- Standard Progress
- Standard H204, H504, HV504, H254[5]
- Standard Heck 504, 604
- Gutbrod Atlas 800, 1000, 1000/3, 800/H, 700

Minifurgones
- Standard Superior 500
- Gutbrod Superior, Superior Sport-Roadster, Superior Kombinationswagen (Stationwagon), SuperiorLuxus 700
- Gutbrod Superior Viersitzer 600 (cuarto asiento)
- Gutbrod Farmax

Tractores
- Gutbrod ND 15
- Gutbrod ND 25
- Gutbrod ND 36

## Lecturas relacionadas
- (Alemán) Otfried Jaus, und Peter Kaiser: Standard Motorräder – Gutbrod PKW und Lieferwagen – Neben den Grossen - Handwerklicher und Kleinindustrieller Fahrzeugbau in Württemberg , Johan Kleine Vennekate Verlag, Lemgo 2019, ISBN 9783948437008